# Asperula cretacea
Asperula cretacea là một loài thực vật có hoa trong họ Thiến thảo. Loài này được Willd. ex Roem. & Schult. mô tả khoa học đầu tiên năm 1818.